# Cratere Magelhaens
Magelhaens  è un cratere sulla superficie di Marte.